# Episparis leucotessellis
Episparis leucotessellis là một loài bướm đêm trong họ Erebidae.